# Didemnum macrospiculatum
Didemnum macrospiculatum är en sjöpungsart som beskrevs av Takasi Tokioka 1967. Didemnum macrospiculatum ingår i släktet Didemnum och familjen Didemnidae. Inga underarter finns listade i Catalogue of Life.